# Phylacos fils de Déion
Pour les articles homonymes, voir Phylacos.
Dans la mythologie grecque, Phylacos (en grec ancien Φύλακος / Phúlakos) est l’un des fils de Déion (fils d’Éole) et de Diomédé (fille de Xouthos), frère d’Énétos, d’Actor, de Céphale et d’Astérodia.
Il épouse Clymène, fille de Minyas, qui le rend père d’Iphiclos, ainsi que d’Alcimédé, la mère de Jason, ou d’Évadné.
Il fonde la cité de Phylace en Thessalie. Il joue un rôle important dans les aventures du devin Mélampous : ce dernier avait été capturé en tentant de dérober le troupeau de bœufs d’Iphiclos pour le compte de son frère Bias, et mis en prison pendant un an. Passé ce délai, il se révéla être un habile devin, et Phylacos eut alors recours à ses services, en l’échange du troupeau, pour découvrir pourquoi son fils Iphiclos ne parvenait pas à avoir d’enfants. Mélampous découvrit que Phylacos ayant commis longtemps auparavant une faute lors d’un sacrifice en compagnie d’Iphiclos enfant, et parvient à briser le sortilège. Iphiclos devint bientôt père d’un fils, Podarcès, tandis que Mélampous s’en retourna avec le troupeau qu’il convoitait. Cette légende très ancienne apparait déjà dans Homère et fut développée dans un poème archaïque attribué à Hésiode, la Mélampodie.